# Chondrostereum
Chondrostereum es un género de fungi de la familia Meruliaceae. Una especie, Chondrostereum purpureum causa una enfermedad conocida como hoja plateada.